# Motta di Sant’Antonio
Bei der Motta di Sant’Antonio handelte es sich um eine Festung bzw. einen Turm am Ostrand von Venedig. Er diente dem Schutz des östlichen Teils der Stadt und damit des Arsenals.
Während der Festa della Sensa wurde das Dogenschiff, der Bucintoro, ostwärts Richtung Adria gerudert. Vor der Motta di Sant’Antonio wurden die traditionellen Loblieder auf den Dogen gesungen.
Berühmt wurde die Motta durch ein Gemälde Canalettos, das in den 1740er Jahren entstand, und das den Blick auf die Lagune von der Festung zeigt.
Mit einem Erlass Napoleons vom 7. Dezember 1807 wurde die Motta, zusammen mit der Insel, die von der Lagune und vom Rio di San Giuseppe begrenzt wurde, für die Errichtung einer öffentlichen Gartenanlage freigegeben. Betroffen war die dreieckige Insel San Giuseppe und das Gebiet um die heutige Via Garibaldi. Dort sollten Kirchen und Fischerhäuser abgerissen werden. Dementsprechend verschwanden neben Kirche und Kloster von San Domenico, Kirche und Kloster der Kapuziner von San Nicolò, ebenso von Sant’Antonio Abate (bereits 1768 aufgehoben), dazu ein Krankenhaus für Matrosen, ein Heim für Mädchen sowie zwei Mühlen.
Heute befinden sich auf dem Gelände die Gartenanlagen, in denen die Biennale von Venedig stattfindet.